# غيليس آرشامبو
غيليس آرشامبو (بالإنجليزية: Gilles Archambault)‏ (و. 1933  م) هو كاتب، وروائي، ومقدم برامج إذاعية كندي، ولد في مونتريال.
.

## التعليم
تعلم في جامعة مونتريال.

## جوائز
حصل على جوائز منها:
- الجائزة الأدبية للحاكم العام  [لغات أخرى]‏ (1987)
- جائزة أثناسيوس ديفيد [الإنجليزية]‏ (1981).